# Gerbillurus tytonis
Gerbillurus tytonis  (Bauer & Niethammer, 1960) è un roditore della famiglia dei Muridi diffuso nell'Africa meridionale.

## Descrizione

### Dimensioni
Roditore di piccole dimensioni, con la lunghezza totale tra 205 e 240 mm, la lunghezza della coda tra 113 e 141 mm, la lunghezza del piede tra 28 e 36 mm, la lunghezza delle orecchie tra 12 e 14 mm.

### Aspetto
La pelliccia è lunga e arruffata. Le parti superiori variano dal rossastro brillante al bruno, mentre le parti ventrali e le zampe sono bianche. La linea di demarcazione lungo i fianchi è netta. Sono presenti delle macchie bianche sopra ogni occhio e dietro ogni orecchio. Le orecchie sono giallo cannella. La coda è più lunga della testa e del corpo, marrone sopra, bianca sotto e con un ciuffo di lunghi peli grigi all'estremità. Il numero cromosomico è 2n=36.

## Biologia

### Comportamento
È una specie terricola e notturna. Si rifugia di giorno in tane profonde.

### Alimentazione
Si nutre di parti vegetali, artropodi e parzialmente di semi.

### Riproduzione
Si riproduce durante l'estate.

## Distribuzione e habitat
Questa specie è diffusa nella Namibia occidentale.
Vive nelle dune alte fino a 300 metri.

## Conservazione
La IUCN Red List, considerata la vasta distribuzione, la popolazione numerosa e la presenza in diverse aree protette, classifica G.tytonis come specie a rischio minimo (Least Concern).